# Microsoft Outlook
Ne pas confondre avec le webmail Outlook.com ni avec le logiciel Outlook Express, distribué avec Windows 95, 98, Me et XP.
Microsoft Outlook (officiellement Microsoft Office Outlook) est un gestionnaire d'informations personnelles et un client de courrier électronique propriétaire édité par Microsoft. Ce logiciel informatique fait partie de la suite bureautique Microsoft Office.
Il permet aussi de gérer des groupes dont les membres font partie d'un même projet, département, service ou simplement la même entreprise ou organisation.
Bien qu'il soit principalement utilisé en tant qu'application de courrier électronique, il propose aussi un calendrier et un gestionnaire de tâches et de contacts.
Il peut être utilisé de manière autonome, mais il a aussi la possibilité de fonctionner conjointement à Microsoft Exchange Server pour fournir des fonctions étendues pour une utilisation multi-utilisateurs dans une organisation, telles que le partage des boîtes de courriels, des calendriers et des emplois du temps des réunions.
La dernière version en date est la version 2021 ; elle fait partie de la suite Microsoft Office 2021 et est incluse dans l'abonnement à Microsoft 365. Office 365 s’appelle désormais Microsoft 365.

## Versions Microsoft Office pour Windows
- Outlook 97
- Outlook 98

Logo en 2000.

- Outlook 2000, aussi nommé Outlook 9
- Outlook 2002, aussi nommé Outlook 10 ou Outlook XP
- Outlook 2003, aussi nommé Outlook 11 (Suite Microsoft Office 2003)
- Outlook 2007, aussi nommé Outlook 12
- Outlook 2010, aussi nommé Outlook 14
- Outlook 2013, aussi nommé Outlook 15, disponible avec Microsoft Office 365 ou Microsoft Office 2013.
- Outlook 2016, disponible avec Microsoft Office 365 et Microsoft Office 2016.
- Outlook 2019, disponible avec Microsoft Office 365 et Microsoft Office 2019.
- Outlook 2021, disponible avec Microsoft Office 365 et Microsoft Office 2021.

Microsoft a aussi édité plusieurs versions d'Outlook pour les Macintosh, mais la majorité des fonctionnalités courriel ont été désactivées après la version 98 d'Office. Ce fut donc Entourage qui remplaça Outlook express à partir de 2001. Outlook fut réintroduit dans Microsoft Office 2011 pour Mac par l'équipe MacBU.

### Outlook 2007
Outlook 2007 a été rendu disponible pour la vente au détail fin janvier 2007. Les nouvelles fonctionnalités d'Outlook 2007 :
- le ruban ;
- la barre des tâches qui montre une vue des rendez-vous à venir de l'utilisateur et les tâches à réaliser, pour une meilleure gestion du temps et des projets, et qui fournit accessoirement des points d'entrée vers le calendrier ;
- une modification de la vue Calendrier qui montre les tâches à accomplir au-dessous de chaque date, et qui supporte les calendriers multiples ;
- l'envoi des informations du calendrier avec des captures d'écran vers une représentation HTML du calendrier que l'utilisateur peut partager avec qui il/elle veut ;
- la capacité de publier des calendriers dans le format Calendrier Internet vers Microsoft Office Online ou vers un serveur WebDAV ;
- envoyer du texte et des images vers un téléphone mobile via le Outlook Mobile Service ;
- agrégateur de flux RSS intégré ;
- la « Recherche Instantanée » grâce à un moteur de recherche Windows Desktop Search intégré ;
- possibilité de pré visualiser les pièces jointes sans quitter Outlook ;
- sauvegarde des messages en PDF ou XPS.

### Outlook 2010
Nouvelles fonctionnalités d'Outlook 2010.
- L'interface avec Ruban dans toutes les différentes vues (courrier, calendrier, personnes)[3].
- Carte de contact pour montrer les détails sur les destinataires du message et son expéditeur dans une fenêtre pop-up.* Grouping of conversations improved - includes messages from all folders, and optionally from separate accounts.
- Barre des tâches améliorée, montrant par exemple combien de rendez-vous ne sont pas montrés quand l'espace est limité.

### Outlook2013

Logo en 2013.

Nouvelles fonctionnalités d'Outlook 2013.
- Possibilité d'utilisation en mode tactile, avec un bouton Mode Tactile permettant de gérer la transition. En mode tactile, les différents onglets grossissent pour une meilleure préhension avec le doigt, des nouveaux onglets correspondant aux tâches les plus courantes (répondre, transférer, supprimer…) apparaissent au niveau des pouces.
- Aperçu rapide qui permet d'isoler rapidement les messages à traiter en premier.
- Le bouton Tous/Non Lus qui permet de filtrer les messages non lus directement.
- Possibilité de transformer un message en tâche « à faire » directement à partir de la liste des messages.
- Possibilité de répondre directement aux messages depuis le volet de lecture, et de ne pas ouvrir une fenêtre différente pour chaque message.
- Apparition de la barre des vues, qui permet de jongler et d'obtenir des aperçus des différentes vues (Courrier, Calendrier, Personnes, Tâches, Notes, Dossiers) sans quitter la fenêtre en cours.
- Apparition de la vue Conversation, qui permet de trier les messages électroniques par conversation avec l'expéditeur plutôt que par ordre chronologique.
- L'Outlook Social Connector, qui permet d'intégrer des flux provenant de réseaux sociaux comme Facebook ou LinkedIn directement dans les informations du contact.
- Intégration avec SharePoint.
- Intégration du connecteur à Outlook.com et à Hotmail pour gérer ses différents comptes e-mail directement depuis Outlook.
- Apparition d'une barre météo personnalisable dans la vue Calendrier.

## Sécurité
L'objectif de Microsoft était de rendre les clients de courrier électronique faciles à utiliser mais les fonctionnalités automatiques incorporées et le manque de garde-fou (qui peuvent gêner un néophyte), sont exploités par de nombreux créateurs de virus par courriel. Le schéma de fonctionnement classique de ces virus est de profiter de l'exécution automatique d'un fichier joint pour exécuter leur code et puis se répliquer via le carnet d'adresses. Les vers Melissa et Sobig en font partie. Microsoft a pris des mesures correctives pour améliorer la réputation qu'avait Outlook jusqu'en 2003 d'être peu sûr. En septembre 2005, le Service Pack 2 a amélioré l'anti-spam et proposé des solutions contre l'hameçonnage,.

#### Outlook 2013
- Jim Boyce, Microsoft Outlook 2013, Sebastopol, Microsoft Press, coll. « Inside Out », 2013, 824 p. (ISBN 978-0-7356-7127-0, présentation en ligne)
- Joyce Cox et Joan Lambert, Microsoft Outlook 2013, Sebastopol, Microsoft Press, coll. « Step by Step », 2013, 578 p. (ISBN 978-0-7356-6909-3)
- Microsoft Outlook 2013, Paris, ENI Éditions, coll. « Référence Bureautique », 2013, 411 p. (ISBN 978-2-7460-7907-6, présentation en ligne)

#### Outlook 2010 et Outlook 2011 pour Mac
- Jim Boyce, Microsoft Outlook 2010, Sebastopol, Microsoft Press, coll. « Inside Out », 2010, 1112 p. (ISBN 978-0-7356-2686-7)
- Joyce Cox et Joan Lambert (trad. de l'anglais), Microsoft Outlook 2010, Paris, Microsoft Press, coll. « Étape par Étape », 2010, 320 p. (ISBN 978-2-10-055114-9)
- Maria Langer, Microsoft Outlook for Mac 2011, Sebastopol, Microsoft Press, coll. « Step by Step », 2013, 448 p. (ISBN 978-0-7356-5189-0, présentation en ligne)
- Microsoft Outlook 2010, Paris, ENI Éditions, coll. « Référence Bureautique », 2010, 435 p. (ISBN 978-2-7460-5493-6, présentation en ligne)
- Outlook 2010, Paris, ENI Éditions, coll. « Repère », 2010, 202 p. (ISBN 978-2-7460-5628-2, présentation en ligne)

#### Outlook 2007
- Jim Boyce, Beth Sheresh et Doug Sheresh, Microsoft Office Outlook 2007, Redmond, Microsoft Press, coll. « Inside Out », 2007, 1120 p. (ISBN 978-0-7356-2328-6, présentation en ligne)
- Joyce Cox et Joan Preppernau (trad. de l'anglais), Microsoft Outlook 2007, Paris, Microsoft Press, coll. « Étape par Étape », 2007, 368 p. (ISBN 978-2-10-051017-7, présentation en ligne)